# Gudrun Steinbrück-Plenert
Gudrun Steinbrück-Plenert (* 20. Jahrhundert, 50er Jahre) ist eine deutsche Filmeditorin aus Berlin.

## Leben
Gudrun Steinbrück ist seit Anfang der 1980er Jahre als Filmeditorin tätig. Zunächst beim DEFA-Studio für Dokumentarfilme, nach der Wende wurde sie Editorin für Spielfilme, Serien und Dokumentarfilme.
Sie war bis zu dessen Tod im Jahr 2023 mit dem Kameramann Thomas Plenert verheiratet.

## Filmografie (Auswahl)
- 1978: Sonnabend, Sonntag, Montagfrüh
- 1980: Meiningen Meiningen (Co-Regie, Dokumentar-Kurzfilm)
- 1984: Rangierer (Dokumentar-Kurzfilm)
- 1985: Kurzer Besuch bei Hermann Glöckner (Dokumentar-Kurzfilm)
- 1985: Filmkinder (Dokumentar-Kurzfilm)
- 1985: Briefe von der Fahne (Dokumentar-Kurzfilm)
- 1985: Tango-Traum (Dokumentar-Kurzfilm)
- 1986: Die Küche (Dokumentar-Kurzfilm)
- 1986: Der Zirkus kommt (Dokumentar-Kurzfilm)
- 1987: In Georgien (Dokumentarfilm)
- 1988: Winter adé (Dokumentarfilm)
- 1989: Ikarus – She Kill The Laugh (Musikfilm/Theaterfilm), Freunde der italienischen Oper – Faust II, Staatsschauspiel Dresden
- 1989: Wer fürchtet sich vorm schwarzen Mann (Dokumentarfilm)
- 1989: Aschermittwoch (Dokumentar-Kurzfilm)
- 1990: Die Mauer (Dokumentarfilm)
- 1990: Verriegelte Zeit (Dokumentarfilm)
- 1991: Sperrmüll
- 1992: Herzsprung
- 1996: Engelchen
- 1997: Edgar
- 2000: Zurück auf Los!
- 2002–2003: Im Namen des Gesetzes (Fernsehserie, 4 Folgen)
- 2003: Die Graslöwen (Miniserie, 7 Folgen)
- 2004: Das blaue Wunder
- 2007: Heinz und Fred (Dokumentarfilm)
- 2008: Die Rote Zora
- 2010: Stubbe – Von Fall zu Fall: Gegen den Strom
- 2010: Dorfliebe (Dokumentarfilm)
- 2011: Stubbe – Von Fall zu Fall: Der Stolz der Familie
- 2012: Stubbe – Von Fall zu Fall: In dieser Nacht
- 2014: Stubbe – Von Fall zu Fall: Der König ist tot
- 2014: Krauses Geheimnis
- 2014: Im Dreieck (Dokumentarfilm)
- 2015: Polizeiruf 110: Ikarus
- 2015: Akt (Dokumentarfilm)
- 2016: Als wir die Zukunft waren (Dokumentarfilm)
- 2016: Krauses Glück
- 2019: Und der Zukunft zugewandt
- 2020: Krauses Umzug
- 2020: WaPo Berlin (Fernsehserie)
- 2021: Krauses Zukunft
- 2022: Tatort: Flash
- 2022: Krauses Weihnacht